# Materia (Terra)
Materia (Terra) è il sesto album in studio del cantautore italiano Marco Mengoni, pubblicato il 3 dicembre 2021 dalla Sony Music.

## Descrizione
Il disco si compone di undici brani e rappresenta il primo capitolo di una trilogia discografica volta a percorrere le varie sonorità che hanno influenzato il percorso artistico dell'artista. Intervistato da Luca Dondoni de La Stampa, il cantante ha descritto le scelte musicali e il significato del progetto:
(Marco Mengoni)

## Promozione
Il progetto è stato promosso dal tour Marco negli stadi, organizzato e prodotto da Live Nation Entertainment, che vede per la prima volta l'artista esibirsi allo stadio Giuseppe Meazza di Milano e all'Olimpico di Roma.

## Accoglienza
| Recensione | Giudizio |
| ---------- | -------- |
| Newsic     | 7,25/10  |
| Rockol     | 8,5/10   |

Andrea Conti, recensendo l'album per Il Fatto Quotidiano, definisce il progetto come «l'album più bello della carriera di Marco Mengoni; [...] mette in evidenza l’anima soul, blues e gospel del cantautore che così esprime tutte le sue potenzialità artistiche con una certa maturità personale», soffermandosi sulle tematiche come «la paura, la solitudine che diventa risorsa, i cambiamenti dentro sé stessi e fuori nel mondo con la rinnovata voglia di incontrarsi e fidarsi di nuovo».
Anche Stefania Saltalamacchia per Vanity Fair si sofferma sul significato dell'album, che risulta «intimo, personale, in cui si mescolano le radici, la famiglia, il mondo musicale soul afroamericano». Giuditta Avellina di GQ Italia descrive il progetto come una riflessione sulle «sue radici, il passato, i ricordi, ma anche le riflessioni che l'artista ha maturato dopo un periodo di ascolto e di silenzio che gli erano necessari per mettere ordine nella sua esistenza».

## Tracce
1. Cambia un uomo – 3:55 (Daniele Magro, Marco Mengoni)
2. Una canzone triste – 3:34 (Daniele Magro, Marco Mengoni)
3. Il meno possibile (feat. Gazzelle) – 2:59 (Marco Mengoni, Simone Cremonini, Flavio Pardini, Andrea Pugliese, Davide Simonetta, Alex Andrea Vella)
4. In due minuti – 2:59 (Marco Mengoni, Raffaele Esposito)
5. Mi fiderò (feat. Madame) – 3:30 (Marco Mengoni, Francesca Calearo, Tony Maiello, Riccardo Scirè, Alex Andrea Vella)
6. Ma stasera – 3:43 (testo: Marco Mengoni, Davide Petrella – musica: Francesco Catitti, Federica Abbate, Davide Petrella)
7. Appunto 1. 23-01-2021 – 1:19
8. Proibito – 3:08 (Marco Mengoni, Michele Canova Iorfida, Davide Petrella)
9. Appunto 2. 14-05-2021 – 0:44
10. Luce – 4:04 (Marco Mengoni, Lorenzo Vizzini)
11. Un fiore contro il diluvio – 2:55 (Marco Mengoni, Daniele Magro)

Tracce bonus nell'edizione CD
1. Il meno possibile – 2:59 (Marco Mengoni, Simone Cremonini, Flavio Pardini, Andrea Pugliese, Davide Simonetta, Alex Andrea Vella)
2. Mi fiderò – 3:30 (Marco Mengoni, Tony Maiello, Riccardo Scirè, Alex Andrea Vella)

Traccia bonus nell'edizione streaming
1. Ma stasera (Benny Benassi Remix) – 3:43 (testo: Marco Mengoni, Davide Petrella – musica: Francesco Catitti, Federica Abbate, Davide Petrella)

## Successo commerciale
Materia (Terra) ha esordito alla seconda posizione dalla Classifica FIMI Album e alla posizione 32 della Schweizer Hitparade. Nelle prime due settimane di commercializzazione l'album ha raggiunto la prima posizione su iTunes nella Top 20 della piattaforma in oltre 25 nazioni, registrando oltre 50 milioni di streaming; è stato inoltre certificato disco d'oro dalla FIMI per aver venduto oltre 25 000 unità in Italia.

## Classifiche

### Classifiche settimanali
| Classifica (2021) | Posizione massima |
| ----------------- | ----------------- |
| Italia            | 2                 |
| Svizzera          | 32                |

### Classifiche di fine anno
| Classifica (2021) | Posizione |
| ----------------- | --------- |
| Italia            | 36        |